# Collepepe
Collepepe is een plaats (frazione) in de Italiaanse gemeente Collazzone.